# The Mark of the Berserker
The Mark of the Berserker (La marque du Berserk) est le quatrième épisode de la deuxième saison de la  série britannique de science-fiction The Sarah Jane Adventures. À ce jour, la série n'a jamais été diffusée en France.

## Accroche
Alors que Sarah Jane Smith est parti chasser un alien dans un hôpital, Rani mets la main sur un pendentif qui permet à son possesseur de se faire obéir et le père de Clyde décide de réapparaitre dans sa vie.

## Résumé

### Première partie
Rani obtient d'un élève un pendentif mystérieux : celui qui l'utilise peut imposer sa volonté à n'importe qui, mais petit à petit une marque bleue commence à se dessiner sur l'utilisateur et le pendentif peut prendre possession de lui. Sarah Jane étant parti chasser un alien ailleurs, Rani décide de déposer le pendentif, trop dangereux, dans le grenier. Pendant ce temps là, Luke passe la nuit chez Clyde. Mais au petit matin, Clyde a la surprise de voir apparaitre son père, Paul Langer, qu'il n'avait pas vu depuis 5 ans. Voulant prouver à son père qu'il a des responsabilités, il lui montre le grenier de Sarah Jane. Paul trouve le pendentif et le vole. Une fois dehors, il tombe sur le père de Rani, puis sur Rani et Luke. Ayant compris le pouvoir du collier, il ordonne à son fils d'oublier ce qu'il sait au sujet de Luke et Rani.

### Seconde partie
Ayant le pendentif, Paul Langer décide de s'en servir pour se faire offrir des objets : Porsche, blouson, guitare. Il passe la journée avec son fils, mais commence à lui faire oublier de nombreuses choses, y compris l'existence de sa mère. Il projette de l'emmener voyager autour du monde. Pendant ce temps, Luke et Rani ont contacté Maria Jackson et son père pour qu'ils puissent rentrer sur le site internet de UNIT. Ils y découvrent des informations sur le pendentif, et réussissent à tracer Clyde et son père. Le collier a pris complètement le pouvoir de Paul Langer, qui s'est changé en guerrier Berserk incontrôlable. Clyde et sa mère, avec le concours de Sarah Jane prévenu par Maria, réussissent à redonner à Paul son esprit humain. Clyde récupère le pendentif et le jette à la mer. En reparlant avec Sarah Jane, Clyde apprend qu'elle n'a jamais connue ses parents.

## Continuité
- C'est le quatrième épisode de suite ayant dans son scénario une histoire de contrôle d'esprit.
- Clyde Langer mentionne les Sontariens et les Slitheens.

### Liens avec leWhoniverse
- Paul Langer se réfère brièvement aux Daleks lorsqu'on lui parle d'alien. Preuve que l'invasion des Daleks dans La Fin du voyage a marqué les esprits de la population.
- On peut voir le logo de Magpie Electricals sur l'ordinateur de Sarah Jane (L'Hystérique de l'étrange lucarne).
- Cet épisode rappelle les fameux épisodes « Doctor lite » de Doctor Who comme L.I.N.D.A car le personnage principal n'apparaît que dans quelques scènes.
- On voit en guest-stars le compagnon du troisième Docteur, l'ancien dirigeant de UNIT, le Brigadier Lethbridge-Stewart joué par Nicholas Courtney.
- L'hôpital dans lequel se retrouve Sarah Jane Smith se situe dans la ville fictive de Tarminster dans laquelle se déroulait l'épisode de 1971 Terror of the Autons.

## Dans la culture
- Rani demande à son père d'imiter le personnage de Bianca dans la série EastEnders.
- Au petit déjeuner de Clyde, puis de Rani, on entend la chanson Grace Kelly du chanteur Mika.
- L'épisode se réfère aux berserks norvégiens.